# Reganella depressa
Reganella depressa är en fiskart som först beskrevs av Kner, 1853.  Reganella depressa ingår i släktet Reganella och familjen Loricariidae. Inga underarter finns listade i Catalogue of Life.